# Цинцерень (Горж)
Цинцерень, Цинцерені (рум. Țânțăreni) — село у повіті Горж в Румунії. Адміністративний центр комуни Цинцерень.
Село розташоване на відстані 207 км на захід від Бухареста, 51 км на південь від Тиргу-Жіу, 39 км на північний захід від Крайови.

## Населення
За даними перепису населення 2002 року у селі проживали 2433 особи.
Національний склад населення села:
| Національність | Кількість осіб | Відсоток |
| -------------- | -------------- | -------- |
| румуни         | 1948           | 80,1%    |
| цигани         | 485            | 19,9%    |

Рідною мовою назвали:
| Мова      | Кількість осіб | Відсоток |
| --------- | -------------- | -------- |
| румунська | 2234           | 91,8%    |
| циганська | 198            | 8,1%     |